# U.S. Route 60 (Arizona)
La U.S. Route 60 o Ruta Federal 60 (abreviada US 60) es una autopista federal ubicada en el estado de Arizona. La autopista inicia en el oeste desde la I 10     en Quartzsite hacia el este en la US 60     en Springerville. La autopista tiene una longitud de 594,3 km (369.30 mi).

## Mantenimiento
Al igual que las carreteras estatales, las carreteras interestatales, y el resto de rutas federales, la U.S. Route 60 es administrada y mantenida por el Departamento de Transporte de Arizona por sus siglas en inglés ADOT.

## Cruces
La U.S. Route 60 es atravesada principalmente por la  US 93     en Wickenburg
 I 17     en Phoenix
 I 10     en Phoenix
 US 70     en Globe
 US 180  US 191   en Springerville.